# 桂敬一
桂 敬一（かつら けいいち、1935年 - 2025年1月19日）は、日本のマスコミ研究者。専攻は社会情報学、マス・メディア産業論、ジャーナリズム論。元日本ジャーナリスト会議代表委員。

## 概説
東京府生まれ。東京外国語大学フランス語専攻卒業。
1959年日本新聞協会事務局に就職、日本新聞労働組合連合（日本新聞労連）に属し、組合活動に力を入れていた。日本記者クラブ出向（総務部長）、日本新聞協会研究所所長。
1988年東京大学新聞研究所（後に社会情報研究所に改称。現・東京大学大学院情報学環）教授、1994年立命館大学産業社会学部教授、1999年東京情報大学経営情報学部教授、同総合情報学部教授、2003年立正大学文学部教授となり、2006年に定年退職した。
「九条の会」傘下の「マスコミ九条の会」呼びかけ人を務めた。
2025年1月19日、病気のため東京都の自宅で死去。89歳没。

## 著書
- 『現代の新聞』（岩波新書 1990）ISBN 4004301122
- 『明治・大正のジャーナリズム』（岩波ブックレット、1992）ISBN 4000034251
- 『日本の情報化とジャーナリズム』（日本評論社 1995）ISBN 4535581843
- 『メディア王マードック上陸の衝撃』岩波ブックレット 1996

### 共編著
- 『新聞業界』高木教典共著 教育社新書 1979
- 『21世紀のマスコミ 1 新聞 転機に立つ新聞ジャーナリズムのゆくえ』編 大月書店 1997
- 『21世紀のマスコミ 5 マルチメディア時代とマスコミ』編 大月書店 1997
- 『メディア規制とテロ・戦争報道 問われる言論の自由とジャーナリズム』原寿雄,田島泰彦共著 明石書店 2001
- 『新聞学』新訂 浜田純一,田島泰彦共編 日本評論社 2009